# Deutsche Debattiergesellschaft
Die Deutsche Debattiergesellschaft – Alumni und Förderer des Debattierens e.V. (DDG) ist ein Verein für Freunde des Debating, des als Wettbewerb organisierten Debattierens, mit Sitz in Berlin. Die Mitglieder, die den studentischen Debattierclubs entwachsen sind, eint das Interesse, dem Debattieren verbunden zu bleiben und eine deutschsprachige Debattierkultur zu etablieren und zu fördern. Voraussetzung für den Beitritt ist das Mindestalter von 23 Jahren oder ein Hochschulabschluss.

## Nachwuchspreis
Von besonderer Bedeutung für die aktiven Debattierer ist der seit 2004 jährlich auf der Deutschsprachigen Debattiermeisterschaft (bis 2011 Deutsche Debattiermeisterschaft) von der DDG verliehene Nachwuchspreis des Deutschen Hochschuldebattierens. Mit dem Preis wird ein besonders talentierter Redner unter 23 Jahren ausgezeichnet. Mehrere Preisträger konnten im weiteren Verlauf ihrer Debattierkarriere den Titel des Deutschen Meisters erringen oder Turniere der renommierten Serie ZEIT DEBATTEN für sich entscheiden.
Der aktuelle und alle ehemaligen Preisträger sind zur Teilnahme am Masters' Cup berechtigt. Der Masters' Cup ist ein Debattierturnier, das die DDG jedes Jahr in Eisenach für ihre Mitglieder ausrichtet.
Die Preisträger seit 2004:
- 2004: Eike Hosemann (Debattierclub Freiburg)
- 2005: Maika Spilke (Debattiergesellschaft Jena)
- 2006: Jan Kastell (Brüder Grimm Debattierclub Marburg)[1]
- 2007: Lukas Haffert (Debattierclub der Universität Münster)
- 2008: Philipp Stiel (Streitkultur Tübingen)[2]
- 2009: Tom-Michael Hesse (Streitpunkt Leipzig)[3]
- 2010: Florian Umscheid (Wortgefechte Potsdam)[4]
- 2011: Sina Strupp (Debattierclub Johannes Gutenberg)[5]
- 2012: Tobias Kube (Brüder Grimm Debattierclub Marburg)[6]
- 2013: Felicia Höer (Debattierclub Magdeburg)[7]
- 2014: Jan Ehlert (Streitkultur Tübingen)[8]
- 2015: Sabrina Effenberger (Rederei Heidelberg)[9]
- 2016: Florian Schneider (BiTS Debating Society)[10]
- 2017: Angélique Herrler (Debating Club Heidelberg)[11]
- 2018: Anton Leicht (Debattierclub Münster)[12]
- 2019: Luise Häder (Debattierclub Rederei Heidelberg)[13]
- 2020: Johanna Williams (Debattierclub Freiburg)[14]
- 2021: Susanna Wirthgen (Wortgefechte Potsdam)[15]
- 2022: Jola Schmidt (Schloss Hasenberg)[16]

## Herausgeberschaft
Die Deutsche Debattiergesellschaft ist Mit-Herausgeberin des Online-Magazins Achte Minute.